# Damīrchelū
Damīrchelū (persiska: دَميرچيلو, دميرچلو, Damīrchīlū) är en ort i Iran.   Den ligger i provinsen Ardabil, i den nordvästra delen av landet, 500 km nordväst om huvudstaden Teheran. Damīrchelū ligger 120 meter över havet och antalet invånare är 430.
Terrängen runt Damīrchelū är platt åt nordost, men åt sydväst är den kuperad. Runt Damīrchelū är det ganska tätbefolkat, med 104 invånare per kvadratkilometer. Närmaste större samhälle är Bileh Savar, 8,1 km nordost om Damīrchelū. Trakten runt Damīrchelū består till största delen av jordbruksmark.